# IOS 18
L'iOS 18 és la divuitena versió principal del sistema operatiu iOS d'Apple per a l'iPhone. Es va anunciar el 10 de juny de 2024 a la Conferència Mundial de Desenvolupadors (WWDC) de 2024. I es va fer pública el 16 de setembre de 2024 com a actualització de programari gratuïta per als dispositius iOS compatibles. És la successora directe d'iOS 17 i es va anunciar juntament amb iPadOS 18, macOS Sequoia, watchOS 11, visionOS 2 i tvOS 18.

## Característiques del sistema

### Intel·ligència artificial
La plataforma Apple Intelligence estarà disponible a iOS 18 als models iPhone 15 Pro i iPhone 15 Pro Max, així com als propers models iPhone 16 i iPhone 16 Pro. Apple Intelligence afegeix capacitats d'intel·ligència artificial i grans integracions de models de llenguatge a Siri i altres funcions del sistema operatiu, com ara l'aplicació Fotos.

### Missatges
iOS 18 admetrà els serveis de comunicació enriquits (RCS) a les converses admeses, inclosa la compatibilitat amb els rebuts de lectura i l'ús compartit de multimèdia de més qualitat a diverses plataformes. Igual que amb els SMS, es designarà amb bombolles i botons de missatge verds per distingir-lo de les converses blaves d'iMessage. Apple ha rebutjat prèviament l'adopció de RCS a iOS.
El 2022, després de ser qüestionat sobre l'arribada potencial de RCS a l'iPhone per augmentar la compatibilitat amb Android, Tim Cook va dir que els usuaris d'iPhone no expressaven interès en RCS i, en canvi, va suggerir que una solució seria canviar a iPhone per utilitzar iMessage. La persona que va fer la pregunta va seguir, explicant que utilitzen un iPhone mentre la seva mare utilitza un telèfon Android, a la qual cosa Tim Cook va respondre en broma "Compra un iPhone a la teva mare" a una gran polèmica. La cita es va citar més tard en una demanda antimonopoli contra Apple Inc. presentada pel Departament de Justícia dels Estats Units.

### Fotos
iOS 18 inclou un redisseny important de l'aplicació Fotos. Les presentacions de diapositives conegudes com a col·leccions ara es generen automàticament i es veuen a la part superior de la pantalla.

### Pantalla d'inici
iOS 18 permet als usuaris personalitzar el color de la icona, així com la posició i la mida de la icona a la pantalla d'inici. També hi ha disponibles versions en mode fosc d'aplicacions pròpies i moltes de tercers. Les versions anteriors d'iOS disposaven les icones en una graella predefinida, però ara els usuaris les poden col·locar a qualsevol lloc. Ara els widgets d'aplicacions es poden canviar de mida al seu lloc o reduir-los a una icona d'aplicació normal segons es vulgui.
L'agost de 2024, es va introduir una nova funció que permet als usuaris editar la pantalla d'inici de l'iPhone mitjançant iPhone Mirroring i està disponible a les últimes versions betas d'iOS 18 i iOS 18.1.

### Centre de control
iOS 18 inclou un redisseny del Centre de control, que permet diverses pàgines de controls, botons redimensionables i controls de tercers.

### Contrasenyes
Apple va presentar Contrasenyes, un gestor de contrasenyes destinat a simplificar la gestió de contrasenyes per a llocs web, aplicacions, Wi-Fi i codis de verificació. Aquesta nova aplicació està molt inspirada en la secció Contrasenyes a Configuració i se sincronitza amb ella.

### Bloquejar/amagar aplicacions
A iOS 18, les aplicacions que són visibles per l'usuari es poden bloquejar o amagar. Les aplicacions bloquejades requereixen una contrasenya/autenticació biomètrica per executar-se. Les aplicacions ocultes es mouen a una carpeta designada "Ocultes" a la Biblioteca d'aplicacions; accedir a aquesta carpeta requereix una contrasenya/autenticació biomètrica. Les aplicacions amagades no es mostren en altres llocs del telèfon, com ara Suggeriments de Siri i l'aplicació Configuració.